# Pleurothallis deflexa
Pleurothallis deflexa är en orkidéart som beskrevs av Carlyle August Luer. Pleurothallis deflexa ingår i släktet Pleurothallis och familjen orkidéer. Inga underarter finns listade i Catalogue of Life.